# Hans Krutzler
Hans Krutzler (* 28. Dezember 1913 in Riedlingsdorf; † 25. August 1991 in Großpetersdorf) war ein österreichischer Politiker (SPÖ) und Hauptschuldirektor. Krutzler war von 1964 bis 1981 Abgeordneter zum Burgenländischen Landtag sowie von 1972 bis 1981 dessen 3. Präsident. 
Krutzer wurde als Sohn des Maurers Josef Krutzler aus Riedlingsdorf geboren, sein Vater fiel 1918 im Ersten Weltkrieg. Er besuchte nach der Volksschule in Riedlingsdorf die Hauptschule in Pinkafeld und wechselte danach an die Lehrerbildungsanstalt Oberschützen, die er 1933 mit der Matura abschloss. Beruflich war er als Lehrer im Südburgenland tätig, erwarb 1936 die Lehrbefähigung für Volksschulen und engagierte sich zudem in der Vaterländischen Front. Nach der Machtübernahme der Nationalsozialisten wurde Krutzler 1938 aus politischen Gründen kurzzeitig verhaftet, zwischen 1939 und 1945 diente er in der Wehrmacht. 
Nach dem Ende des Zweiten Weltkriegs arbeitete Krutzler ab 1945 als Lehrer in Großpetersdorf. Er wurde Mitglied der SPÖ und übernahm 1949 das Amt des Hauptschuldirektors in Großpetersdorf, wobei er 1948 die Lehrbefähigung für Hauptschulen in den Fächern Deutsch, Geschichte und Geographie erworben hatte. Des Weiteren war er zwischen 1954 und 1982 Bürgermeister von Großpetersdorf und vertrat die SPÖ vom 26. Mai 1964 bis zum 31. Dezember 1981 im Burgenländischen Landtag. Er war zudem von 1972 bis 1975 geschäftsführender Klubobmann des SPÖ-Landtagsklubs und vom 6. November 1975 bis zum 31. Dezember 1981 3. Landtagspräsident. 1965 wurde er zum Oberschulrat ernannt.  